# German Open Hamburg
A German Open Hamburg évente megrendezésre kerülő tenisztorna Hamburgban.
A versenyt 2020-ig csak férfiak számára rendezték meg, 2021-től bővült a nők WTA 250 kategóriájú versenyével. A mérkőzéseket szabadtéri salakos pályákon játsszák. Az összdíjazás a férfiaknál 1 855 490 euró, a nőknél 250 000 amerikai dollár. A férfiaknál 56, a nőknél 28 versenyző kerül a főtáblára, a férfiaknál az első nyolc, a nőknél az első négy kiemeltnek nem kell játszania az első körben.
Az első versenyt 1892-ben rendezték meg.

## Győztesek (1970 óta)

### Férfi egyéni
| Év   | Győztes                  | Ellenfél a döntőben   | Eredmény a döntőben     |
| ---- | ------------------------ | --------------------- | ----------------------- |
| 2023 | Alexander Zverev         | Györe László          | 7–5, 6–3                |
| 2022 | Lorenzo Musetti          | Carlos Alcaraz        | 6–4, 6–7(6), 6–4        |
| 2021 | Pablo Carreño Busta      | Filip Krajinović      | 6–2, 6–4                |
| 2020 | Andrej Rubljov           | Sztéfanosz Cicipász   | 6–4, 3–6, 7–5           |
| 2019 | Nikoloz Basilashvili (2) | Andrej Rubljov        | 7–5, 4–6, 6–3           |
| 2018 | Nikoloz Basilashvili     | Leonardo Mayer        | 6–4, 0–6, 7–5           |
| 2017 | Leonardo Mayer (2)       | Florian Mayer         | 6–4, 4–6, 6–3           |
| 2016 | Martin Kližan            | Pablo Cuevas          | 6–1, 6–4                |
| 2015 | Rafael Nadal (2)         | Fabio Fognini         | 7–5, 7–5                |
| 2014 | Leonardo Mayer           | David Ferrer          | 6–7(3), 6–1, 7–6(4)     |
| 2013 | Fabio Fognini            | Federico Delbonis     | 4–6, 7–6(8), 6–2        |
| 2012 | Juan Mónaco              | Tommy Haas            | 7–5, 6–4                |
| 2011 | Gilles Simon             | Nicolás Almagro       | 6–4, 4–6, 6–4           |
| 2010 | Andrej Golubev           | Jürgen Melzer         | 6–3, 7–5                |
| 2009 | Nyikolaj Davigyenko      | Paul-Henri Mathieu    | 6–4, 6–2                |
| 2008 | Rafael Nadal             | Roger Federer         | 7-5, 6-7(3), 6-3        |
| 2007 | Roger Federer            | Rafael Nadal          | 2-6, 6-2, 6-0           |
| 2006 | Tommy Robredo            | Radek Štěpánek        | 6-1, 6-3, 6-3           |
| 2005 | Roger Federer            | Richard Gasquet       | 6-3, 7-5, 7-6           |
| 2004 | Roger Federer            | Guillermo Coria       | 4-6, 6-4, 6-2, 6-3      |
| 2003 | Guillermo Coria          | Agustin Calleri       | 6-3, 6-4, 6-4           |
| 2002 | Roger Federer            | Marat Szafin          | 6-1, 6-3, 6-4           |
| 2001 | Albert Portas            | Juan Carlos Ferrero   | 4-6, 6-2, 0-6, 7-6, 7-5 |
| 2000 | Gustavo Kuerten          | Marat Szafin          | 6-4, 5-7, 6-4, 5-7, 7-6 |
| 1999 | Marcelo Ríos             | Mariano Zabaleta      | 6-7, 7-5, 5-7, 7-6, 6-2 |
| 1998 | Albert Costa             | Àlex Corretja         | 6-2, 6-0, 1-0 (feladta) |
| 1997 | Andrij Medvegyev         | Félix Mantilla        | 6-0, 6-4, 6-2           |
| 1996 | Roberto Carretero        | Àlex Corretja         | 2-6, 6-4, 6-4, 6-4      |
| 1995 | Andrij Medvegyev         | Goran Ivanišević      | 6-3, 6-2, 6-1           |
| 1994 | Andrij Medvegyev         | Jevgenyij Kafelnyikov | 6-4, 6-4, 3-6, 6-3      |
| 1993 | Michael Stich            | Andrej Csesznokov     | 6-3, 6-7, 7-6, 6-4      |
| 1992 | Stefan Edberg            | Michael Stich         | 5-7, 6-4, 6-1           |
| 1991 | Karel Nováček            | Magnus Gustafsson     | 6-3, 6-3, 5-7, 0-6, 6-1 |
| 1990 | Juan Aguilera            | Boris Becker          | 6-1, 6-0, 7-6           |
| 1989 | Ivan Lendl               | Horst Skoff           | 6-4, 6-1, 6-3           |
| 1988 | Kent Carlsson            | Henri Leconte         | 6-2, 6-1, 6-4           |
| 1987 | Ivan Lendl               | Miloslav Mečíř        | 6-1, 6-3, 6-3           |
| 1986 | Henri Leconte            | Miloslav Mečíř        | 6-2, 5-7, 6-4, 6-2      |
| 1985 | Miloslav Mečíř           | Henrik Sundström      | 6-4, 6-1, 6-4           |
| 1984 | Juan Aguilera            | Henrik Sundström      | 6-4, 2-6, 2-6, 6-4, 6-4 |
| 1983 | Yannick Noah             | José Higueras         | 3-6, 7-5, 6-2, 6-0      |
| 1982 | José Higueras            | Peter McNamara        | 4-6, 6-7, 7-6, 6-3, 7-6 |
| 1981 | Peter McNamara           | Jimmy Connors         | 7-6, 6-1, 4-6, 6-4      |
| 1980 | Harold Solomon           | Guillermo Vilas       | 6-7, 6-2, 6-4, 2-6, 6-3 |
| 1979 | José Higueras            | Harold Solomon        | 3-6, 6-1, 6-4, 6-1      |
| 1978 | Guillermo Vilas          | Wojtek Fibak          | 6-2, 6-4, 6-2           |
| 1977 | Paolo Bertolucci         | Manuel Orantes        | 6-3, 4-6, 6-2, 6-3      |
| 1976 | Eddie Dibbs              | Manuel Orantes        | 6-4, 4-6, 6-1, 2-6, 6-1 |
| 1975 | Manuel Orantes           | Jan Kodeš             | 3-6, 6-2, 6-2, 4-6, 6-1 |
| 1974 | Eddie Dibbs              | Hans-Joachim Plötz    | 6-2, 6-2, 6-3           |
| 1973 | Eddie Dibbs              | Karl Meiler           | 6-1, 3-6, 7-6, 6-3      |
| 1972 | Manuel Orantes           | Adriano Panatta       | 6-3, 9-8, 6-0           |
| 1971 | Andres Gimeno            | Szőke Péter           | 6-3, 6-2, 6-2           |
| 1970 | Tom Okker                | Ilie Năstase          | 4-6, 6-3, 6-3, 6-4      |

### Férfi páros
| Év   | Győztesek                               | Ellenfelek a döntőben                            | Eredmény a döntőben |
| ---- | --------------------------------------- | ------------------------------------------------ | ------------------- |
| 2022 | Lloyd Glasspool Harri Heliövaara        | Róhan Bópanna Matwé Middelkoop                   | 6–2, 6–4            |
| 2021 | Tim Pütz Michael Venus (2)              | Kevin Krawietz Horia Tecău                       | 6–3, 6–7(3), [10–8] |
| 2020 | John Peers (3) / Michael Venus          | Ivan Dodig / Mate Pavić                          | 6–3, 6–4            |
| 2019 | Oliver Marach (2) / Jürgen Melzer       | Robin Haase / Wesley Koolhof                     | 6–2, 7–6(3)         |
| 2018 | Julio Peralta / Horacio Zeballos        | Oliver Marach / Mate Pavić                       | 6–1, 4–6, [10–6]    |
| 2017 | Ivan Dodig / Mate Pavić                 | Pablo Cuevas / Marc López                        | 6–3, 6–4            |
| 2016 | Henri Kontinen / John Peers (2)         | Daniel Nestor / Aisam-ul-Haq Qureshi             | 7–5, 6–3            |
| 2015 | Jamie Murray / John Peers               | Juan Sebastián Cabal / Robert Farah              | 2–6, 6–3, [10–8]    |
| 2014 | Marin Draganja / Florin Mergea          | Alexander Peya / Bruno Soares                    | 6–4, 7–5            |
| 2013 | Mariusz Fyrstenberg / Marcin Matkowski  | Bruno Soraes / Alexander Peya                    | 3–6, 6–1, [10–8]    |
| 2012 | David Marrero / Fernando Verdasco       | Rogério Dutra da Silva / Daniel Muñoz-de la Nava | 6–4, 6–3            |
| 2011 | Oliver Marach / Alexander Peya          | František Čermák / Filip Polášek                 | 6–4, 6–1            |
| 2010 | Marc López / David Marrero              | Jérémy Chardy / Paul-Henri Mathieu               | 6–3, 2–6, [10–8]    |
| 2009 | Simon Aspelin / Paul Hanley             | Marcelo Melo / Filip Polášek                     | 6–3, 6–3            |
| 2008 | Daniel Nestor / Nenad Zimonjić          | Bob Bryan / Mike Bryan                           | 6-4, 5-7, 10-8      |
| 2007 | Bob Bryan / Mike Bryan                  | Paul Hanley / Kevin Ullyett                      | 6-3, 3-6, 10-7      |
| 2006 | Paul Hanley / Kevin Ullyett             | Mark Knowles / Daniel Nestor                     | 4-6, 7-6, 10-4      |
| 2005 | Jonas Björkman / Makszim Mirni          | Michaël Llodra / Fabrice Santoro                 | 6-2, 6-3            |
| 2004 | Wayne Black / Kevin Ullyett             | Bob Bryan / Mike Bryan                           | 6-1, 6-2            |
| 2003 | Mark Knowles / Daniel Nestor            | Mahesh Bhupathi / Makszim Mirni                  | 6-4, 6-4            |
| 2002 | Mahesh Bhupathi / Jan-Michael Gambill   | Jonas Björkman / Todd Woodbridge                 | 6-2, 6-4            |
| 2001 | Jonas Björkman / Todd Woodbridge        | Daniel Nestor / Sandon Stolle                    | 7-6, 3-6, 6-3       |
| 2000 | Todd Woodbridge / Mark Woodforde        | Wayne Arthurs / Sandon Stolle                    | 6-7, 6-4, 6-3       |
| 1999 | Wayne Arthurs / Andrew Kratzmann        | Paul Haarhuis / Jared Palmer                     | 4-6, 7-6, 6-4       |
| 1998 | Donald Johnson / Francisco Montana      | David Adams / Brett Steven                       | 6-4, 6-4            |
| 1997 | Luis Lobo / Javier Sánchez              | Neil Broad / Piet Norval                         | 6-2, 3-6, 6-4       |
| 1996 | Mark Knowles / Daniel Nestor            | Guy Forget / Jakob Hlasek                        | 6-4, 7-6            |
| 1995 | Wayne Ferreira / Jevgenyij Kafelnyikov  | Byron Black / Andrej Olhovszkij                  | 7-6, 6-0            |
| 1994 | Scott Melville / Piet Norval            | Henrik Holm / Anders Järryd                      | 7-6, 6-3            |
| 1993 | Paul Haarhuis / Mark Koevermans         | Grant Connell / Patrick Galbraith                | 7-6, 6-4            |
| 1992 | Sergio Casal / Emilio Sánchez           | Carl-Uwe Steeb / Michael Stich                   | 6-3, 3-6, 6-4       |
| 1991 | Sergio Casal / Emilio Sánchez           | Cassio Motta / Danie Visser                      | 7-6, 7-6            |
| 1990 | Sergi Bruguera / Jim Courier            | Udo Riglewski / Michael Stich                    | 4-6, 6-1, 7-6       |
| 1989 | Emilio Sánchez / Javier Sánchez         | Boris Becker / Eric Jelen                        | 6-4, 6-7, 7-6       |
| 1988 | Darren Cahill / Laurie Warder           | Rick Leach / Jim Pugh                            | 6-0, 5-7, 6-4       |
| 1987 | Miloslav Mečíř / Tomáš Šmíd             | Claudio Mezzadri / Jim Pugh                      | 6-1, 6-2            |
| 1986 | Sergio Casal / Emilio Sánchez           | Boris Becker / Eric Jelen                        | 6-1, 7-5            |
| 1985 | Hans Gildemeister / Andrés Gómez        | Heinz Günthardt / Taróczy Balázs                 | 6-4, 6-3            |
| 1984 | Stefan Edberg / Anders Järryd           | Heinz Günthardt / Taróczy Balázs                 | 6-4, 6-3            |
| 1983 | Heinz Günthardt / Taróczy Balázs        | Mark Edmondson / Brian Gottfried                 | 6-1, 6-0            |
| 1982 | Pavel Slozil / Tomáš Šmíd               | Anders Järryd / Hans Simonsson                   | 6-4, 6-3            |
| 1981 | Hans Gildemeister / Andrés Gómez        | Peter McNamara / Paul McNamee                    | 6-4, 3-6, 6-4       |
| 1980 | Hans Gildemeister / Andrés Gómez        | Reinhart Probst / Max Wunschig                   | 6-3, 6-4            |
| 1979 | Jan Kodeš / Tomáš Šmíd                  | Mark Edmondson / John Marks                      | 6-3, 6-1, 7-6       |
| 1978 | Wojtek Fibak / Tom Okker                | Antonio Muñoz / Victor Pecci                     | 6-2, 6-4            |
| 1977 | Bob Hewitt / Karl Meiler                | Phil Dent / Kim Warwick                          | 3-6, 6-3, 6-4, 6-4  |
| 1976 | Fred McNair / Sherwood Stewart          | Dick Crealy / Kim Warwick                        | 7-6, 7-6, 7-6       |
| 1975 | Juan Gisbert / Manuel Orantes           | Wojtek Fibak / Jan Kodeš                         | 6-3, 7-6            |
| 1974 | Jürgen Fassbender / Hans-Jürgen Pohmann | Brian Gottfried / Raúl Ramírez                   | 6-3, 6-4, 6-4       |
| 1973 | Jürgen Fassbender / Hans-Jürgen Pohmann | Manuel Orantes / Ion Ţiriac                      | 6-1, 6-3            |
| 1972 | Jan Kodeš / Ilie Năstase                | Bob Hewitt / Ion Ţiriac                          | visszalépett        |
| 1971 | John Alexander / Andrés Gimeno          | Dick Crealy / Allan Stone                        | 6-4, 7-5, 7-9, 6-4  |
| 1970 | Bob Hewitt / Frew McMillan              | Tom Okker / Nikola Pilić                         |                     |

### Női egyéni
| Év   | Győztes             | Ellenfél a döntőben | Eredmény a döntőben |
| ---- | ------------------- | ------------------- | ------------------- |
| 2023 | Arantxa Rus         | Noma Noha Akugue    | 6–0, 7–6(3)         |
| 2022 | Bernarda Pera       | Anett Kontaveit     | 6–2, 6–4            |
| 2021 | Elena-Gabriela Ruse | Andrea Petković     | 7–6(6), 6–4         |

### Női páros
| Év   | Győztesek                        | Ellenfelek a döntőben              | Eredmény a döntőben |
| ---- | -------------------------------- | ---------------------------------- | ------------------- |
| 2023 | Anna Danilina Alekszandra Panova | Miriam Kolodziejová Angela Kulikov | 6–4, 6–2            |
| 2022 | Sophie Chang Angela Kulikov      | Kato Miju Aldila Sutjiadi          | 6–3, 4–6, [10–6]    |
| 2021 | Jasmine Paolini Jil Teichmann    | Astra Sharma Rosalie van der Hoek  | 6–0, 6–4            |

## Külső hivatkozások
- Hivatalos oldal